# Frankfort, Kansas
Frankfort là một thành phố thuộc quận Marshall, tiểu bang Kansas, Hoa Kỳ. Năm 2010, dân số của xã này là 726 người.

## Dân số
Dân số các năm:
- Năm 2000: 855 người
- Năm 2010: 726 người